# Auguste Daum
Auguste Daum (Bitche, 1853 – Nancy, 1909.) a szecesszió franciaországi elismert üvegművésze. Antonin nevű testvérével Nancyban tevékenykedő üvegműves apjuk gyermekei. Munkájuk során a színes üvegek fluor-hidrogénsavval való összeragasztását dolgozták ki. 1896-ban alapított műhelyeik ma is működnek.